# Louis Puissant

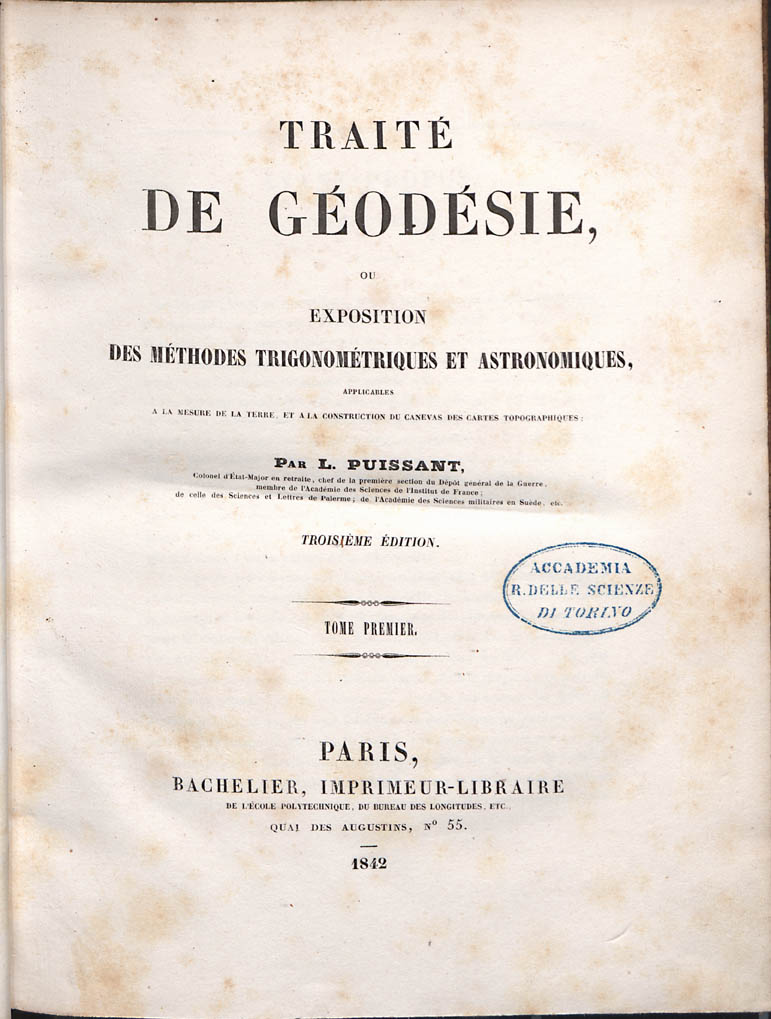
Traité de géodésie, 1842

Louis Puissant (22 de septiembre de 1769 - 10 de enero de 1843) fue un ingeniero topográfico, geodésico y matemático francés.

## Semblanza
Puissant nació en 1769 en la localidad de Le Châtelet-en-Brie, cercana a París. Pertenecía a una familia de granjeros de la región de la Champaña. Se formó como agrimensor, pero sintió que no sabía suficientes matemáticas para llevar a cabo este trabajo al nivel que deseaba, por lo que decidió que debía estudiar geometría. Progresó rápidamente en sus estudios, demostrando que tenía verdadero talento para el tema. Impulsado desde joven por su gusto por las ciencias exactas, llegó a ser nombrado coronel en el cuerpo de ingenieros geógrafos del Ejército de los Pirineos Occidentales en 1792. De allí pasó a ser profesor en la escuela central de Agén en 1795. Entre 1802 y 1804 se encargó de levantar la red geodésica de la isla de Elba en Italia, y entre 1803 y 1804 la de Lombardía.
En 1824 inventó el panorógrafo, un dispositivo destinado a obtener inmediatamente, sobre una superficie plana, la visión en perspectiva de los objetos que rodean al horizonte.
Además de varias memorias, fue el autor de varios libros sobre geodesia y matemáticas.
De su matrimonio con Françoise Coutet nació un hijo, Louis (1793-1836), que se graduó en la École polytechnique.
Fue elegido miembro de la Sociedad Filomática de París en 1810, y miembro de Academia de Ciencias de Francia en 1828.
Además de numerosas memorias científicas, fue autor de varios libros sobre geodesia y matemáticas.
De su matrimonio con Françoise Coutet tuvo un hijo, Louis (1793–1836), que se graduó en la École polytechnique. Puissant falleció en París en 1843, a los 73 años de edad.

## Principales publicaciones
- Colección de varias proposiciones de geometría, resueltas o demostradas por análisis algebraico, siguiendo los principios de Monge y Lacroix, para uso de quienes siguen el Tratado elemental sobre la aplicación del álgebra a la geometría de este último (1801 )
- Tratado de geodesia o exposición de métodos astronómicos y trigonométricos, aplicados a la medición de la tierra o a la elaboración del lienzo para mapas y planos (1805)
- Tratado de topografía, topografía y nivelación (1807)
- Curso de Matemáticas para uso de las Escuelas Militares Imperiales (1809)
- Suplemento al segundo libro del Tratado de Topografía, que contiene la teoría de las proyecciones cartográficas (1810)
- Suplemento al Tratado de Geodesia (1827)
- Nueva descripción geométrica de Francia (2 volúmenes, 1832–1840)
- Traité de géodésie (en francés) 1. Paris: Charles Louis Étienne Bachelier. 1842.
- Traité de géodésie (en francés) 2. Paris: Charles Louis Étienne Bachelier. 1842.

## Reconocimientos
- Miembro de la Legión de Honor.[2]